# Museum Bassermannhaus

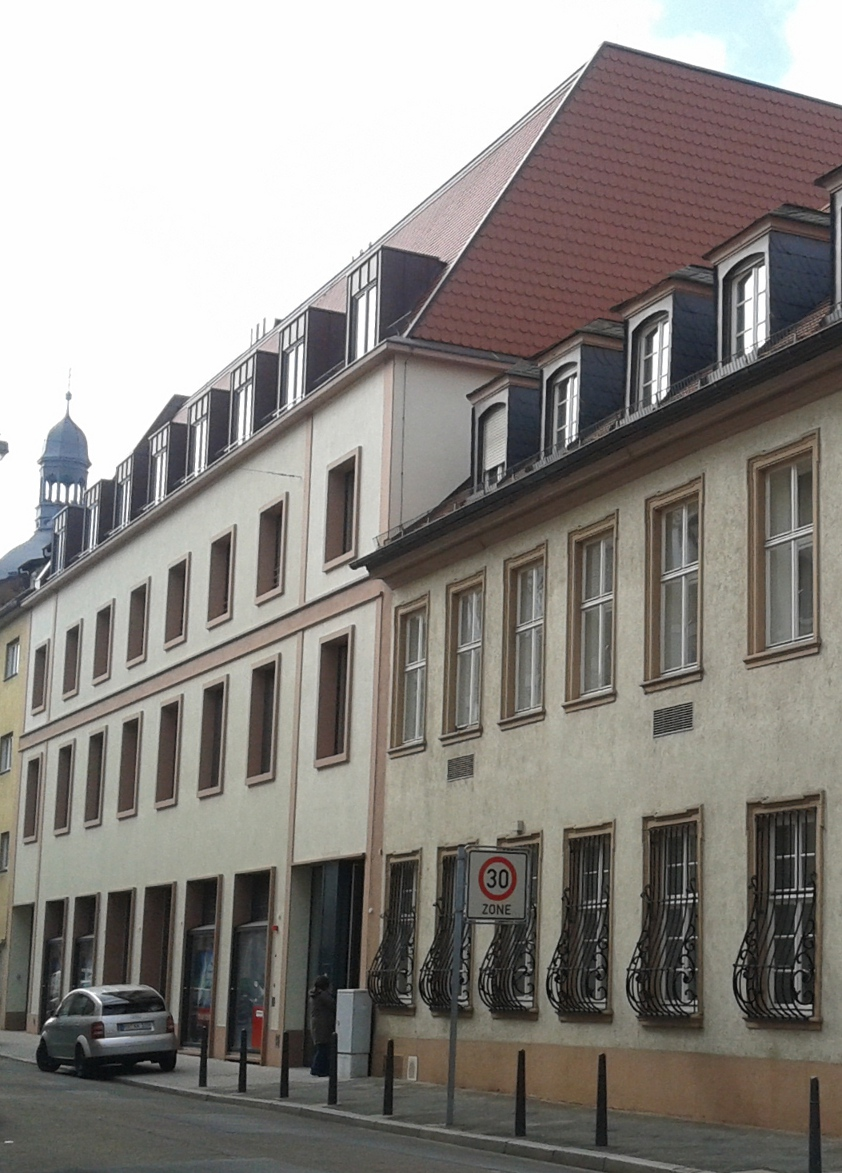
Museum Bassermannhaus, rechts daneben das ebenfalls von den Reiss-Engelhorn-Museen genutzte ehemalige Palais Cunzmann

Das Museum Bassermannhaus für Musik und Kunst ist ein Mannheimer Museum, das zu den Reiss-Engelhorn-Museen gehört. Auf 1350 m² (zwei Stockwerke) werden Objekte zu Musik, Kunst und Kulturen der Welt gezeigt.
Die Grundsteinlegung für den Museumsneubau erfolgte am 23. Oktober 2008. Wegen der vorherigen Nutzung als Parkplatz konnten bei der archäologischen Untersuchung des Baugrundes gut erhaltene Reste des historischen Gebäudebestandes aus der Zeit der frühen Besiedelung festgestellt werden. Errichtet wurde für fünf Millionen Euro ein sechsgeschossiger Bau, in dem im Erd- und ersten Obergeschoss 2010 die Ausstellung Klang der Kulturen eröffnet wurde. Ermöglicht wurde das Projekt durch eine Spende der Bassermann-Kulturstiftung Mannheim, die dem Museum insgesamt zehn Millionen Euro zur Verfügung stellte. Mit dem Stiftungskapital werden auch die laufenden Kosten und das Ausstellungsprogramm finanziert.
Die musikgeschichtliche und völkerkundliche Ausstellung MusikWelten zeigt zahlreiche europäische und außereuropäische Musikinstrumente. Dazu gehört vor allem eine bedeutende Sammlung altamerikanischer Musikinstrumente, eine Stiftung von Dieter und Evamaria Freudenberg.
Im ersten Stock ist auch ZEPHYR – Raum für Fotografie untergebracht, ein der zeitgenössischen Fotografie gewidmeter Ausstellungsort.